# Héctor el Father (chanteur)
Pour les articles homonymes, voir Hector (homonymie).
Héctor Luis Delgado Román, (anciennement connu sous ses noms de scène Héctor el Father et Héctor el Bambino, né le 4 septembre 1979 à Carolina, sur l'île de Porto Rico, est un chanteur et producteur de reggaeton portoricain. Depuis 2018, il est pasteur chrétien évangélique.

## Biographie
Il est né le 4 septembre 1979 à Carolina, Porto Rico, sous le nom de Héctor Luis Delgado Román .
Il forme avec Tito El Bambino le duo Héctor y Tito et deviennent les premiers interprètes de reggaeton à remplir des méga-concerts à Porto Rico. Ils sortent leur premier album "Musical Violence" en 1998. Ce duo a lancé des chanteurs tels que Tego Calderon, Daddy Yankee, Don Omar, Wisin y Yandel. Ils ont eu de nombreuses nominations au Billboard et après douze années se séparent. Hector el Bambino devient alors le producteur et le mentor de Don Omar.
Il fonde en 2004 le label Goldstar Music et commence une carrière solo en 2005 sous le pseudonyme de Hector el Bambino.
En 2006, il sort l’album Los Rompediscotecas sous son nouveau nom, Héctor El Father, avec Jay-Z .

### Ministère
Après son départ de la scène musicale en 2008, il a étudié en théologie à la Southern Methodist University et a obtenu un Bachelor of Divinity .
En 2015, il a fondé la station de radio Maranatha Radio Ministries à Río Grande (Puerto Rico) .
En 2018, il est devenu pasteur de l’église évangélique Maranatha à Río Grande (Puerto Rico) .

## Vie privée
En 2002, il est devenu chrétien évangélique membre de la Iglesia Cristo Misionero à Canóvanas .

## Discographie
- Sacala, avec Wisin & Yandel et Don Omar, 2009.
- El Juicio Final, 2009
- Payaso, 2008
- Y Llora, 2008.
- Si Me Tocaras, avec. Harry Maldonado, 2007.
- Bad Boy, 2007
- Hola Bebe, avec. Jowell & Randy, 2007.
- Héctor 'El Father' y Jay-Z presentan: Los Rompediscotecas, 2006
- Héctor 'El Bambino' y Naldo presentan: Los anormales, 2005
- Gárgolas 4, 2004